# Higher Power
Higher Power est un groupe britannique de punk hardcore, originaire de Leeds, Yorkshire de l'Ouest, en Angleterre. Ils comptent deux albums studio, un EP, un album live et une démo. Leur deuxième album, 27 Miles Underwater, est leur premier grand label chez Roadrunner Records. Dans un sondage réalisé en 2020 par le magazine Revolver, ils sont élus comme groupe contemporain le plus susceptible de percer dans le courant dominant. Ils font partie de la New Wave of British Hardcore (nouvelle vague du hardcore britannique).

## Histoire
En 2014, le batteur Alex Wizard déménage de Londres à Leeds et commence à écrire de la musique avec son frère Jimmy Wizard. Ils ont l'intention d'enregistrer une seule démo, inspirée par le son de Leeway et Merauder. Le groupe tire son nom de la chanson homonyme de Subzero Le groupe s'adjoint les services des guitaristes Louis Hardy et Max Harper, et se met à la recherche d'un chanteur, mais ne trouvant personne, Jimmy confie la basse à Ethan Wilkinson et se met à chanter lui-même. Leur première démo éponyme est publiée le 1er février 2015. Ils sortent leur premier EP Space to Breathe le 20 août de la même année. En mars 2016, ils jouent sur la côte est des États-Unis, notamment au United Blood Festival. Leur premier album, Soul Structure, sort le 19 mai 2017. Le 13 août 2017, ils assurent la première partie de Turnstile pour leur seule date britannique de l'année, au Brudenell Social Club de Leeds. En septembre 2017, ils assurent la première partie de No Warning sur le Life or Death Tour, aux côtés de Vein, Twitching Tongues et Backtrack. En juin 2018, ils sortent leur première cassette démo éponyme. En juin 2018, ils jouent au Download Festival. En septembre 2018, ils sont la tête d'affiche d'un spectacle gratuit au magasin Dr. Martens de Londres, avec Arms Race et Stages in Faith. En avril et mai 2019, ils tournent aux États-Unis en première partie de Knocked Loose, the Acacia Strain et Harm's Way. En août 2019, ils se produisent aux Reading and Leeds Festivals et au festival Two Thousand Trees,.
En septembre 2019, ils signent chez Roadrunner Records et annoncent que leur deuxième album 27 Miles Underwater sortira le 24 janvier 2020, et font la première partie de la tournée nord-américaine de Vein. Le 6 septembre 2019, ils sortent leur premier single de l'album intitulé Seamless. Le 12 novembre, le deuxième single de l'album Low Season est publié. Du 20 janvier 2020 au 28 janvier, ils effectuent une tournée nord-américaine en tête d'affiche avec Take Offence et en première partie de Drain. Le 24 janvier 2020, ils sortent leur deuxième album 27 Miles Underwater. Le troisième et dernier single de l'album, intitulé Lost in Static, sort le 19 janvier 2020. Du 29 janvier au 9 février, ils sont en tête d'affiche de leur propre tournée nord-américaine, en première partie de Life's Question, Queensway et Hangman. Du 16 février au 6 mars 2020, ils assurent la première partie de la tournée européenne de Beartooth, avec la participation de The Amity Affliction. Le 20 février, il est annoncé que le groupe jouera le premier Knotfest at Sea, du 10 au 14 août 2020, mais le festival est reporté d'un an en raison de la pandémie de Covid-19. Le 24 novembre, Kerrang! publie une vidéo d'une performance live du groupe au K! Pit dans l'est de Londres. En juin 2021, le groupe joue au Download Festival Pilot, le premier festival de musique organisé au Royaume-Uni depuis l'apparition du Covid-19 en mars 2020.
Dans une interview avec Kerrang! publiée le 15 décembre 2021, le départ « discret » du guitariste Louis Hardy au cours des mois précédents est annoncé. Pour cette raison, Jimmy Wizard prend le relais à la guitare en studio, et le bassiste Joe Williams (de Big Cheese) devient le guitariste de tournée du groupe. Dans la même interview, ils annoncent la sortie du single Fall From Grace, qui sort le 17 décembre. En 2022, Hardy rejoint le groupe lors de leur performance au Outbreak Fest, citant son retour au sein du groupe.

## Discographie

### Albums studio
- 2017 : Soul Structure (Flatspot Records)
- 2020 : 27 Miles Underwater (Roadrunner Records)

### Démo et EP
- 2015 : Higher Power (démo)
- 2015 : Space to Breathe (EP, Neutral World Records)

### Clips
- 2019 : Seamless
- 2019 : Low Season
- 2020 : Lost in Static
- 2020 : Rewire (101)
- 2021 : Fall from Grace